# NGC 433

NGC 433

NGC 433 هي مجرة تتبع كوكبة ذات الكرسي. اكتشفها جون هيرشل في 29 سبتمبر 1829.

## روابط خارجية
- NGC 433 على موقع ويكي سكاي: DSS2, SDSS, GALEX, IRAS, Hydrogen α, X-Ray, Astrophoto, Sky Map, Articles and images